# Bergia pentheriana
Bergia pentheriana är en slamkrypeväxtart som beskrevs av Karl von Keissler. 
Bergia pentheriana ingår i släktet Bergia och familjen slamkrypeväxter. Inga underarter finns listade i Catalogue of Life.